# Kondiční běh
Kondiční běh je typem běhu typický pro běžce, který si jde dvakrát až třikrát týdně zaběhat v rozmezí 20 až 50 minut běhu a jeho kondice je v rozmezí 107–130. Takovýto běžec naběhá asi 20–60 km týdně s časem 5–6 minut na kilometr. Pro tento běh je typický volný a přirozený pohyb běžce, ovšem rychlejší než při klasickém joggingu. Energetický výdej za hodinu je přibližně 910–3780 kcal (pro 70kilogramového člověka). Cílem kondičního běhu bývá rozvoj kondice při střední až vysoké intenzitě.
Kondiční běh je jedním z fyzicky nejnáročnějších sportů. Zatěžuje se jím celá oběhová soustava, svaly, kosti, klouby a všechny orgány. Pro zlepšení kondice a základní vytrvalosti je nutné pravidelně trénovat, aby si tělo na novou zátěž zvyklo.

## Trénink
V tréninku však není nejdůležitější věcí počet naběhaných kilometrů, ale důležitá je technika běhu, správná doba regenerace, ale hlavně správný způsob tréninku – pro běžce kteří už neběhají „jen tak“, ale mají určitý cíl a snahu se zlepšovat a podávat lepší a lepší výkony například v důsledku běžeckých závodů, je třeba trénink individuálně upravit, zpřísnit a udělat ho mnohem náročnější a kvalitnější. Přísnější trénink spočívá v zařazení intervalů a výběhů do kopce. Intervalový trénink znamená střídání rychlých úseků s velkou tepovou frekvencí běžce a pomalejších úseků při nižší tepové frekvenci. Úseky intervalového tréninku jsou dlouhé obvykle 400 nebo 800 metrů a počet střídání závisí pouze na fyzické kondici běžce. Délka tratě ale také dělá svůj podíl na kondici – vytrvalostní kondici, ta je také důležitá. Častou chybou rekreačně-závodních běžců je nesprávný poměr intervalového (silového) a vytrvalostního tréninku. Jde také samozřejmě o to, jaké tratě běháme. Je jasné, že člověk který běhá závody na deset kilometrů potřebuje hlavně trénink intervalový, naopak maratonec užije hlavně vytrvalost. Všechny typy běžců potřebují oba dva typy tréninků, ale každý typ v jiném poměru.

## Oděv a vybavení
Kondiční běh je nenáročný na finance a vybavení. Nevyžaduje speciální prostory. Ovšem vyplatí se investovat do kvalitní obuvi. Nejčastější chybou většiny běžeckých začátečníků je špatný výběr velikosti běžeckých bot. Běžecká bota musí být vždy min. o 1/2 čísla větší než je velikost chodidla. Mezi další aspekty kvalitního běhu patří nejen správná obuv, ale také oděv. Běžecká obuv by měla být lehká a kvalitní. Na oblečení jsou vhodné funkční materiály. V létě postačí jednovrstevné tričko, v zimě se obvykle používají vrstvy tři. Základní vrstva odvádí pot od těla, druhá vrstva je izolační (mikina) a třetí vrstva chrání tělo před vnějšími vlivy v podobě deště, sněhu a větru.
- Silniční běžecké boty
  - Lehké tréninkové boty – lehoučké boty pro rychlostní běh, s menším tlumením, někdy označované jako tempové boty
  - Objemové silniční boty – velké tlumící schopnosti, hmotnost bot tu není tolik důležitá, důležitější je pohodlí
  - Závodní silniční boty – určeny pro závodní účely, nízká hmotnost, menší tlumení, jednorázové použití a méně časté akce
- Běžecké boty do terénu
  - Pro lehký terén – vyšší prodyšnost, lehkost a přilnavost
  - Offroad běžecké boty – pro volný terén, podrážka vybavena hrubším vzorkem
  - Pro kombinovaný terén – univerzální použití, dobrá stabilita běhu, dostatečné odpružení